# Sottofamiglia
La sottofamiglia è una categoria tassonomica, utilizzata in biologia per la classificazione scientifica delle forme di vita, tanto della zoologia, quanto della botanica.
Rappresenta un taxon gerarchicamente inferiore alla famiglia e superiore al genere (o alla tribù se esistente). 
Nella stessa famiglia ci sono perciò più sottofamiglie, e ciascuna sottofamiglia è suddivisa in uno o più generi (o più tribù)